# Jiangxi Open
Jiangxi Open (numit și Jiangxi International Women's Tennis Open) este un turneu de tenis feminin care se joacă pe terenuri cu suprafață dură, în aer liber. Turneul are loc la Nanchang Tennis Center din Nanchang, provincia Jiangxi, China. De asemenea, face parte din China Open Series. 
În primii doi ani, acesta a fost un turneu de nivel WTA 125. Începând din 2016, a devenit un turneu de nivel WTA 250.

## Rezultate

### Simplu
| An          | Campioană                                   | Finalistă                                   | Scor                                        |
| ----------- | ------------------------------------------- | ------------------------------------------- | ------------------------------------------- |
| ↓ WTA 125 ↓ |                                             |                                             |                                             |
| 2014        | Peng Shuai                                  | Liu Fangzhou                                | 6–2, 3–6, 6–3                               |
| 2015        | Jelena Janković                             | Chang Kai-chen                              | 6–3, 7–6(8–6)                               |
| ↓ WTA 250 ↓ |                                             |                                             |                                             |
| 2016        | Duan Yingying                               | Vania King                                  | 1–6, 6–4, 6–2                               |
| 2017        | Peng Shuai (2)                              | Nao Hibino                                  | 6–3, 6–2                                    |
| 2018        | Wang Qiang                                  | Zheng Saisai                                | 7–5, 4–0 ret.                               |
| 2019        | Rebecca Peterson                            | Elena Rîbakina                              | 6–2, 6–0                                    |
| 2020        | Anulat din cauze pandemiei de COVID-19      | Anulat din cauze pandemiei de COVID-19      | Anulat din cauze pandemiei de COVID-19      |
| 2021        | Anulat din cauze pandemiei de COVID-19      | Anulat din cauze pandemiei de COVID-19      | Anulat din cauze pandemiei de COVID-19      |
| 2022        | Anulat din cauza dispariției lui Peng Shuai | Anulat din cauza dispariției lui Peng Shuai | Anulat din cauza dispariției lui Peng Shuai |
| 2023        | Kateřina Siniaková                          | Marie Bouzková                              | 1–6, 7–6(7–5), 7–6(7–4)                     |
| 2024        | Viktorija Golubic                           | Rebecca Šramková                            | 6–3, 7–5                                    |

### Dublu
| An          | Campioane                                   | Finaliste                                   | Scor                                        |
| ----------- | ------------------------------------------- | ------------------------------------------- | ------------------------------------------- |
| ↓ WTA 125 ↓ |                                             |                                             |                                             |
| 2014        | Chuang Chia-jung Junri Namigata             | Chan Chin-wei Xu Yifan                      | 7–6(7–4), 6–3                               |
| 2015        | Chang Kai-chen Zheng Saisai                 | Chan Chin-wei Wang Yafan                    | 6–3, 4–6, [10–3]                            |
| ↓ WTA 250 ↓ |                                             |                                             |                                             |
| 2016        | Liang Chen Lu Jingjing                      | Shuko Aoyama Makoto Ninomiya                | 3–6, 7–6(7–2), [13–11]                      |
| 2017        | Jiang Xinyu Tang Qianhui                    | Alla Kudryavtseva Arina Rodionova           | 6–3, 6–2                                    |
| 2018        | Jiang Xinyu (2) Tang Qianhui (2)            | Lu Jingjing You Xiaodi                      | 6–4, 6–4                                    |
| 2019        | Wang Xinyu Zhu Lin                          | Peng Shuai Zhang Shuai                      | 6–2, 7–6(7–5)                               |
| 2020        | Anulat din cauze pandemiei de COVID-19      | Anulat din cauze pandemiei de COVID-19      | Anulat din cauze pandemiei de COVID-19      |
| 2021        | Anulat din cauze pandemiei de COVID-19      | Anulat din cauze pandemiei de COVID-19      | Anulat din cauze pandemiei de COVID-19      |
| 2022        | Anulat din cauza dispariției lui Peng Shuai | Anulat din cauza dispariției lui Peng Shuai | Anulat din cauza dispariției lui Peng Shuai |
| 2023        | Laura Siegemund · Vera Zvonareva            | Eri Hozumi Makoto Ninomiya                  | 6–4, 6–2                                    |
| 2024        | Guo Hanyu Moyuka Uchijima                   | Katarzyna Piter Fanny Stollár               | 7–6(7–5), 7–5                               |